# Sei Bamban Estate
Sei Bamban Estate is een bestuurslaag in het regentschap Serdang Bedagai van de provincie Noord-Sumatra, Indonesië. Sei Bamban Estate telt 668 inwoners (volkstelling 2010).